# Manuel Trajtenberg

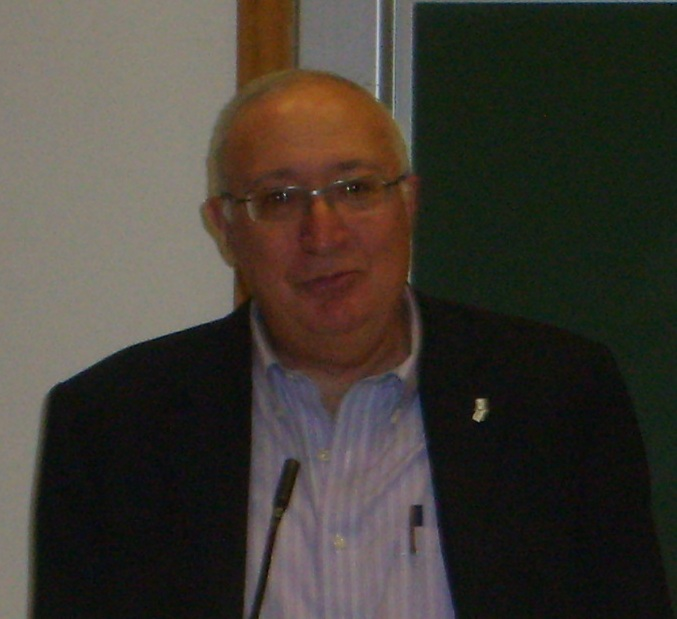
Manuel Trajtenberg

Manuel Trajtenberg (hebräisch מנואל טרכטנברג‎, * 21. September 1950 in Córdoba, Argentinien) ist ein israelischer Politiker der Zionistischen Union.

## Leben
Trajtenberg studierte Wirtschaft- und Sozialwissenschaften an der Hebräischen Universität Jerusalem. Trajtenberg war Vorsitzender des Nationalen Wirtschaftsrates in Israel. Seit 2015 ist Trajtenberg Abgeordneter in der Knesset. Traijtenberg wohnt in Tel Aviv.